# پناه‌برخدا رضایی
پناه‌برخدا رضایی (زاده ۷ تیر ۱۳۵۶ شازند) کارگردان، نویسنده، تهیه‌کننده و عکاس ایرانی است.

## آثار

### کارگردان
- دختر مادر دختر (۱۳۹۲)
- گهواره‌ای برای مادر
- چراغی در مه

### نویسنده
- گهواره‌ای برای مادر
- چراغی در مه
- فیلم دختر پدر دختر

### تدوین
- دختر مادر دختر (۱۳۹۲)
- فیلم دختر پدر دختر